# Trichoscypha arborea
Espèce
Synonymes
- Emiliomarcelia arborea A.Chev.[1]
- Trichoscypha rubriflora Engl. & Brehmer[1]

Trichoscypha arborea est une espèce d'arbre fruitier d'Afrique tropicale de la famille des Anacardiaceae. Il est localement utilisé dans la pharmacopée.

## Description
Trichoscypha arborea fait partie de la famille des Anacardiaceae. Comme pour Trichoscypha acuminata, la pulpe des fruits de Trichoscypha arborea est sucrée et consommée fraîche, notamment par les enfants.

## Propriétés et utilisations
T. arborea est prescrit pour des soins contre les aménorrhées et la dysenterie. Son bois est aussi utilisé comme bois de chauffe.